# Ферма (лунный кратер)
Кратер Ферма (лат. Fermat) — крупный древний ударный кратер в южном полушарии видимой стороне Луны. Название присвоено в честь французского математика Пьера Ферма (1601—1665) и утверждено Международным астрономическим союзом в 1935 г. Образование кратера относится к нектарскому периоду.

## Описание кратера

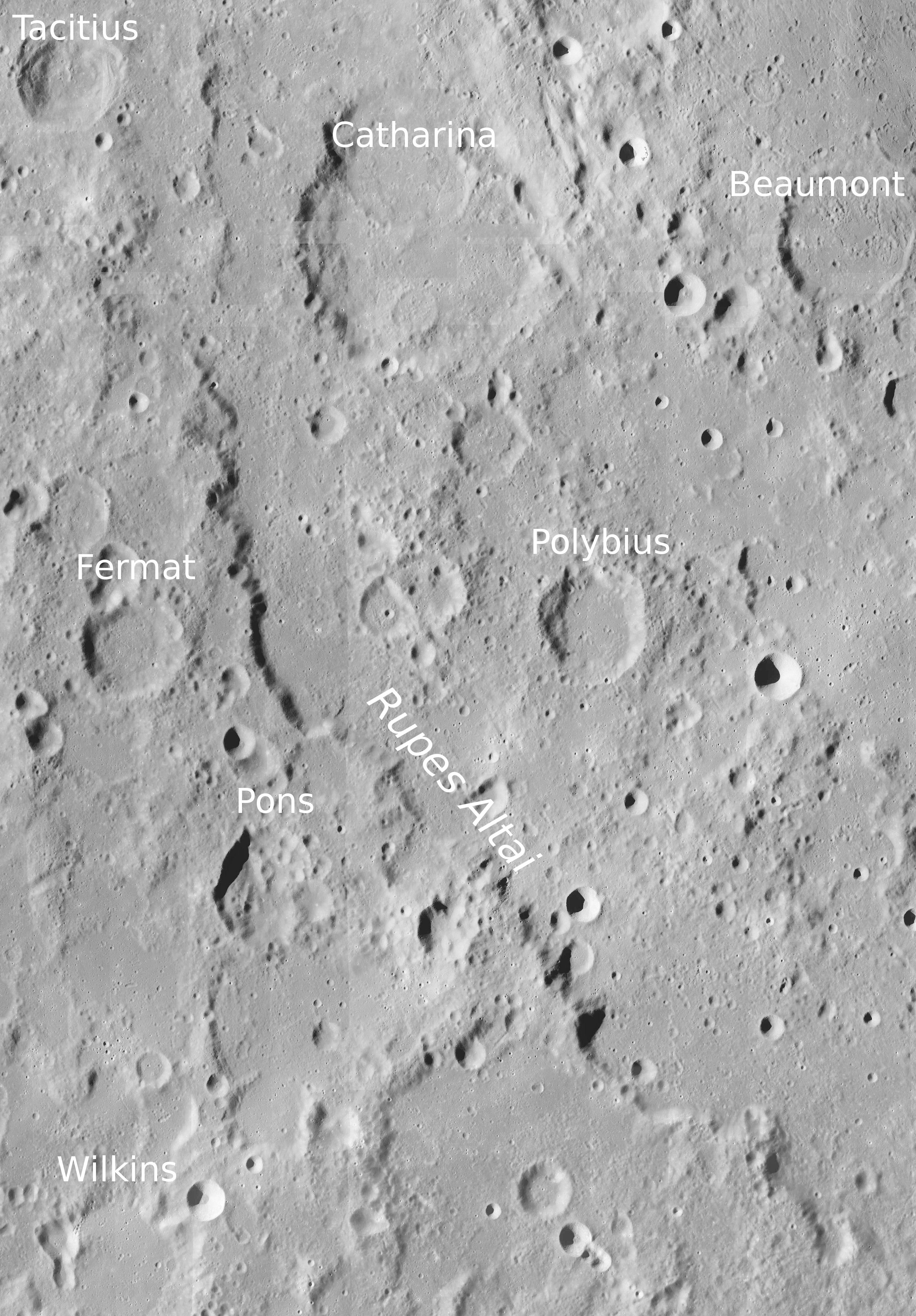
Окрестности кратера Ферма. Снимок зонда Lunar Reconnaissance Orbiter.

Ближайшими соседями кратера Ферма являются кратер Сакробоско на западе-юго-западе; кратер Катарина на северо-востоке; кратер Полибий на востоке и кратер Понс на юге-юго-востоке. На востоке вдоль кратера пролегает уступ Алтай. Селенографические координаты центра кратера 22°43′ ю. ш. 19°47′ в. д. / 22,71° ю. ш. 19,79° в. д., диаметр 37,8 км, глубина 2100 м.
Кратер Ферма имеет циркулярную форму и значительно разрушен. Вал сглажен, северная оконечность вала перекрыта сдвоенной парой кратеров. Внутренний склон вала гладкий, в восточной части отмечен множеством маленьких кратеров. Высота вала над окружающей местностью достигает 1010 м, объём кратера составляет приблизительно 1100 км³. Дно чаши кратера относительно ровное, без приметных структур.

## Сателлитные кратеры

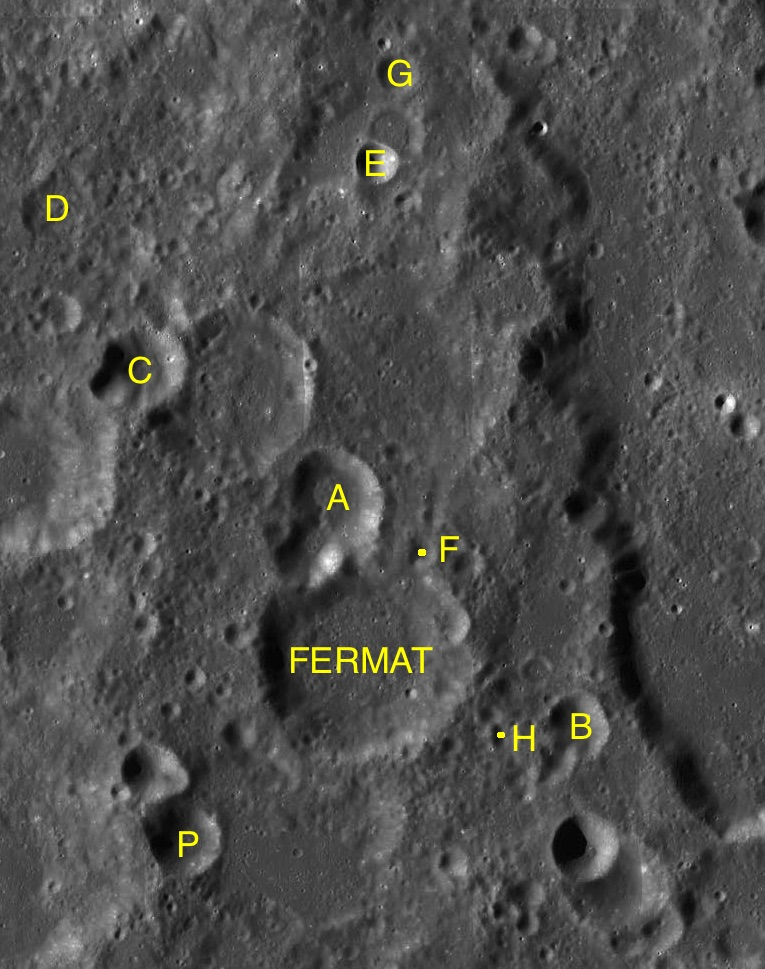
Фрагмент карты LAC-96.

| Ферма | Координаты                                            | Диаметр, км |
| ----- | ----------------------------------------------------- | ----------- |
| A     | 21°50′ ю. ш. 19°36′ в. д. / 21,83° ю. ш. 19,6° в. д.  | 17,5        |
| B     | 23°05′ ю. ш. 21°06′ в. д. / 23,08° ю. ш. 21,1° в. д.  | 10,6        |
| C     | 21°06′ ю. ш. 18°28′ в. д. / 21,1° ю. ш. 18,47° в. д.  | 14,7        |
| D     | 20°13′ ю. ш. 17°59′ в. д. / 20,22° ю. ш. 17,98° в. д. | 12,4        |
| E     | 19°57′ ю. ш. 19°52′ в. д. / 19,95° ю. ш. 19,87° в. д. | 6,9         |
| F     | 22°08′ ю. ш. 20°08′ в. д. / 22,14° ю. ш. 20,14° в. д. | 4,6         |
| G     | 19°26′ ю. ш. 19°59′ в. д. / 19,44° ю. ш. 19,99° в. д. | 7,0         |
| H     | 23°09′ ю. ш. 20°40′ в. д. / 23,15° ю. ш. 20,66° в. д. | 5,0         |
| P     | 23°41′ ю. ш. 19°26′ в. д. / 23,68° ю. ш. 19,44° в. д. | 34,1        |

## См.также
- Список кратеров на Луне
- Лунный кратер
- Морфологический каталог кратеров Луны
- Планетная номенклатура
- Селенография
- Минералогия Луны
- Геология Луны
- Поздняя тяжёлая бомбардировка